# Pomázi Kétlyukú-barlang
A Pomázi Kétlyukú-barlang a Duna–Ipoly Nemzeti Park területén lévő Pilis hegységben található. Magyarország megkülönböztetetten védett barlangjai között van.

## Leírás
Pomáz külterületén, a Majdánpola fennsík letörésénél, közvetlenül a szélső házak feletti cserjés domboldalban, 161 m tszf. magasságban helyezkedik el a barlang főbejárata. Két bejárata van. A Kürtő-bejárat hegyoldalban, sziklafalban, nyílt terepen található és 1 m széles, 1,2 m magas, természetes jellegű, szabálytalan alakú és függőleges tengelyirányú. A Fő-bejárat hegyoldalban, sziklafal tövében, cserjésben található és 3 m széles, 2,5 m magas, természetes jellegű, szabálytalan alakú és vízszintes tengelyirányú.
Megközelíteni legegyszerűbben a kőbánya felé felvezető, személygépkocsival is járható földúton lehet. A kőbányát elhagyva az út enyhén emelkedve vezet fel a fennsíkra. A szélső házakat elhagyva, a mezőre kiérve, balra jól kitaposott ösvény vezet a település felé. Beérve a bozótos részre, kissé meredekebb részen kell leereszkedni, csaknem a házak kerítéséig. Az ösvény mellett jobbra lévő kisebb sziklafal tövében van a barlang kőfülkeszerű bejárata.
Triász dachsteini mészkőben jött létre tektonikus repedés mentén karsztvízszint alatti oldódással, a befolyó víz és a leszálló szivárgó víz hatására a barlang. Lejtésviszonyai változók. Akna, kürtő, gömbüst, ősmaradványok (az alsó részen kis felületen), fennőtt barit (kalcit között) és fennőtt romboéderes kalcit (nagy mennyiségben) figyelhetők meg benne. Csak elektromos lámpa használatával tekinthető meg.
A bejárati részen dús a növényzet, a falakat moha és alga fedi. Lágyszárúak és bokor is nőtt itt. Az összképet nagyon rontja a sok szemét és egy kutyaól, aminek lakója is volt évekig. A humusszal és kőtörmelékkel fedett aljzatú kőfülke végéből 4 m-es szépen oldott kis kürtő vezet fel a sziklafal tetejére. Innen szép a kilátás Pomázra és a környéki hegyekre. A barlangból sokáig csak ennyi volt ismert, de 1998-ban az Anubisz Barlangkutató Csoport felfedezte a barlang további jelentős részeit. Még most is látható a bontási törmelék a barlang előtt. A barlang folytatását közvetlenül a kutyaól előtt kell keresni, ahol törmelékbe ágyazott vashordó vezet le az alsó járatokba. A barlang védelme miatt a hordó le van fedve és törmelékkel van eltakarva. Ha valaki nem tudja, hogy mit keres, nehéz észrevenni.
A hordón átbújva 1,5 m után már agyagból van az egyik fal, majd 3 m-es mélységben egy kis szűkületen átbújva az első terem mennyezetébe lehet jutni. A lemászás nem nehéz, csak meglepő lehet elsőre, míg nem tudja a barlangjáró, hogy mi van odalent. Itt már megfigyelhető, hogy a barlang kialakulásában a befolyó és a szivárgó vizek is szerepet játszottak. A ferde teremnek szálkő a talpa, a falakon itt látható először kalcit, ami lejjebb egyre nagyobb mennyiségben található a falakon. A barlang vizes csapadékos időben, de mivel nagyon kevés az agyag, nem koszolódik össze annyira a ruha.
A terem aljából egy kis fülke vezet tovább lefelé, itt bontásból eredő kőtömbök vannak deponálva, míg a járat visszakanyarodva a terem alá, meredeken lefelé folytatódik. Látványos, sárgás színű kalcitok fedik a falakat, néhány helyen fürtszerűen. A kalcitok között baritlapok vannak, amelyek elektromos lámpák fényében szépen csillognak. A bejárati szemetes rész után meglepő a barlang tisztasága és érintetlensége. Innen egy szűkülő részen kell lecsúszni, a falakon látható, hogy tágítani kellett a kutatóknak a továbbjutáshoz. A szűkületen nem nehéz átjutni, csak kifelé kissé kellemetlen. Egy tölcsérszerű terembe érve lehet megint elférni egy légtérben több embernek is. Itt szép kalcitok, a falban két nitt és sziklaszög figyelhetők meg. Ezeket a bontásnál használták.
Tovább egy ferde, tágabb akna vezet le a barlang végpontjáig, ami megint szálkőben szűkül el és kőtörmelékkel van eltömve. A felette fekvő tágabb részen vannak a barlang leglátványosabb kalcit képződményei, valamint itt a képződmények között kövesedett agyagszint is található. A barlangban enyhe légmozgás érezhető. A további feltáró kutatása eredményes lehet.
2006-ban volt először Pomázi Kétlyukú-barlangnak nevezve a barlang az irodalmában. Előfordul a barlang az irodalmában Kétlyukú-barlang (Anubisz 2001) és Kétlyukú barlang (Leidinger 1999) neveken is.

## Kutatástörténet
Az 1961. júniusi Karszt- és Barlangkutatási Tájékoztatóban meg van említve, hogy a Lóczy Lajos Barlangkutató Csoport tagjai az elmúlt hetekben a pomázi kőfejtő közelében két üreget kutattak fel, egy közeli ház udvarán pedig a helyi lakók útmutatása alapján bontással feltártak három üreget egy barlangban. Ez utóbbi helyen folytatják a feltárást a barlangkutatók, azután sor kerül az előbb említett kisebb üregek kutatására is. Az 1967-ben napvilágot látott, Pilis útikalauz című könyvben meg van említve, hogy az Oszoly K-i folytatását képező Majdán-fennsíknak az É-i, Dera-patakra néző oldalában, a Pomáz szélső házai mellett található kőfejtőben három kisebb barlang van. A bányaudvar bejáratától jobbra található barlang bejáratán keresztül kötélen leereszkedve tág terembe lehet jutni, amelyből több elszűkülő, omladékkal elzárt járat kezdődik.
Az 1974-ben megjelent, Pilis útikalauz című könyvben, a Pilis hegység és a Visegrádi-hegység barlangjainak jegyzékében (19–20. old.) meg van említve, hogy a Pilis hegység és a Visegrádi-hegység barlangjai között vannak a Majdán-fennsík üregei és a Pomázi-kőfejtő üregei. A Pilis hegység barlangjait leíró résznek a Majdán-fennsík üregeiről szóló leírása megegyezik az 1967-ben kiadott útikalauz Majdán-fennsík üregeit bemutató leírásával. Az 1991-ben megjelent útikalauzban meg van ismételve az 1967-es útikalauzban lévő ismertetés, amelyben a pomázi kőfejtőben lévő három kis barlang van bemutatva.
Az Anubisz Barlangkutató Csoport 1998. évi jelentése szerint a Pomázi Kétlyukú-barlang egy 2,5–3 m átmérőjű gömbfülke talpszintjéből szálkőben 50 cm átmérővel kezdődik. Egy 2 m széles aknába torkollik közvetlenül a járat. Az aknába leereszkedve 2,5 m mélyen a járat el van zárva 8–10 kg súlyú kőtömbökkel. 1998. áprilisban kezdte meg a lazán összeállt omladék átbontását a csoport. A kitöltést átbontva a csoporttagok szűk, spirálszerűen csavarodó aknajáratba érkeztek, ahol a ledobott kő pattogva gurult 10–15 m-t. Az aknán lemászva 23 m mélyen a járat 1,5 m-es átmérője hirtelen 50 cm-re szűkült és a kitöltés tisztára mosott kőtörmelékből állt.
Említésre méltók az akna oldalfalán jól látható hidegvizes eróziós bevágódások, melyeknek megléte azt az elképzelésüket támasztják alá, hogy a barlang az Ős-Dera-patak vizét aktívan nyelte egy korábbi időszakban. Figyelembe véve a járat kis átmérővel kezdődő bejárati nyílását, valamint azt a tényt, hogy az aknában csak tisztára mosott kövekből áll a nagyon laza kitöltés, elképzelhető, hogy lehetőség van hosszabb nyitott járatrész feltárására. A barlang alsó, 6–8 m-es részének mennyezetét különösen szép, víztisztaságú, valamint mézszínű kalcitkristályok fedik. Néhány helyen az egybefüggő kalcittáblák kristályai közé cm-es laphosszúságú baritkristályok települtek, növelve a lámpák fényében szemkápráztatóan csillogó járat szépségét. Jó ütemben halad a barlang végpontját alkotó szűkület kitöltésanyagának átbontása a rossz hozzáférhetőség ellenére is.
Az 1999. évi Pomázi Polgárban szó van arról, hogy a Kétlyukú barlang még csak egy 20 m mély függőleges kürtőből áll. A kalcitkristályok változatos megjelenése adja a barlang varázsát. A barlangászok szerint mintha a mesebeli üveghegy gyomrában lennének, úgy csillognak a kristályok a karbidlámpa fényében. A kiadványban látható a barlang hossz-szelvény térképvázlata.
Az Anubisz Barlangkutató Csoport 2001. évi jelentésében az van írva, hogy a pomázi Kétlyukú barlang végponti szűkületének bontását 2001. júniusban kezdte el a csoport. A tavaszi hóolvadás, és az esőzések leszivárgó vizei a barlang felső járatrészeiből megint jelentős mennyiségű agyagot mostak be a végponti részbe. Emiatt megszűnt a végponti zóna légcserélődése, ahogy azt már tapasztalták korábban többször. A feltárás folytatása miatt megint segítségül hívta a csoport a pomázi önkéntes tűzoltóság 3 m³ vízbefogadó-képességű tűzoltóautóját, és annak személyzetét. A tűzoltók, ahogy 2000-ben is, úgy most is segítségükre siettek önzetlenül, és megoldották a végponti omladék átmosását. Megint elindult a légmozgás a víz elfolyása után, és ismét megállapították, hogy a sok víz elfolyt valahova, mert 2001-ben sem történt átmosáskor visszaduzzadás. Nagy nehézséget okozott a végponti szűkületet eltömő törmelék bontása, mert egy 45°-ban lejtő és 1,5 m hosszú, 60 cm átmérőjű csőszerű járat végét töltötte fel az immár tisztára mosott omladék. A járatban fejjel előre becsúszva, a vödröt maguk előtt tolva tudták megközelíteni a végpontot. 24 m mélységben a járat szélesedett és az oldalfal DK-i irányban aláhajlott. Az év utolsó részében leginkább térképező, fénykép- és videódokumentációs, valamint állagmegóvási munkákat végzett a csoport. A jelentéshez mellékelve lett a barlang hossz-szelvény térképvázlata.
Az Anubisz Barlangkutató Szakosztály 2002. évi jelentésében az olvasható, hogy a szakosztály folytatta 2002-ben a barlang végponti zónáját kitöltő törmelék kitermelését. A törmelék felszínre szállítása jól haladt. A talpszint süllyesztésével láthatóvá vált a következő hévizes gömbfülkéhez csatlakozó szűkület. A kezdeti minimális légcserélődést a laza törmeléken átszűrődő állandó légmozgás váltotta fel. Ebben az évben a helyiek a barlang bejárati gömbfülkéjébe, azon belül is pont a bejáratot lezáró csatos hordófedélre nagy kutyaólat tettek. Az ólban kutya volt. Mivel a kutya gazdáját többszöri próbálkozásra sem tudták a szakosztály tagjai megtalálni, ezért az ólra írásos felszólítást raktak. Tájékoztatták az ismeretlen elkövetőt, hogyha nem biztosítja a barlanghoz való hozzáférést, akkor kezdeményezni fogják az állat eltávolítását igénybe véve az illetékes hatóságot.
A felszólítás eredményes volt, mert 2003 első felében egyszer sem találták a helyszínen a kutyát. 2003 júniusában a kutyát visszatette a gazdája a barlangbejáratra. Ezt a Barlangtani Intézet barlangkataszterező csoportja is tapasztalta az őszi terepbejáráskor. A kutyaólra megint felszólítást helyeztek el, de mivel a tulajdonos nem reagált a kérésre, ezért a kutyaólat kutyával együtt kb. 10 m-rel távolabb rakták egy hasonlóan védett, aláhajló sziklakiszögellés tövébe. A jelentésben látható a barlang hosszmetszet térképvázlata. A szakosztály 2003. évi jelentésében ugyanaz olvasható, mint a 2002. évi jelentésben.
2004-ben a csoport hosszas utánajárással és egyezkedéssel sem tudta elérni, hogy a barlangbejáraton lévő kutyaólat elszállítsa a tulajdonos. Kérésük eredménye még egy kutya és egy kutyaól lett. A csoport nem látta értelmét annak, hogy az ügy jogi úton legyen rendezve, ezért befejezte a barlangban végzett feltárómunkát. A Duna–Ipoly Nemzeti Park Igazgatóság működési területén, a Pilis hegységben elhelyezkedő és 4820/76 kataszteri számú Pomázi Kétlyukú-barlang, 2006. február 28-tól, a környezetvédelmi és vízügyi miniszter 8/2006. KvVM utasítása szerint, megkülönböztetett védelmet igénylő barlang.
Kovács Richárd 2008. április 20-án megszerkesztette a Pomázi Kétlyukú-barlang alaprajz térképét, hossz-szelvény térképét és keresztmetszet térképét. A térképek elkészítéséhez a barlangot Kovács Jenő és Kovács Richárd (az Ariadne Karszt- és Barlangkutató Egyesület tagjai) mérték fel. Az alaprajz térképen látszik a keresztmetszet elhelyezkedése a barlangban. Az alaprajz térkép használatához a térképlapon jelölve van az É-i irány. A térképek szerint a Pomázi Kétlyukú-barlang Pomázon található és 4820-76 a barlangkataszteri száma. A barlang 31,5 m hosszú, 22 m mély és 2,6 m magas. A barlang 2008-ban készült állapotfelvételi kézirata szerint a barlang 31,5 m hosszú, 22 m mély, 2,6 m magas, 24,6 m függőleges kiterjedésű és 6 m vízszintes kiterjedésű. A Duna–Ipoly Nemzeti Park Igazgatóság működési területén lévő és 4820-76 kataszteri számú Pomázi Kétlyukú-barlang, 2012. február 25-től, a vidékfejlesztési miniszter 4/2012. (II. 24.) VM utasítása szerint, megkülönböztetetten védett barlang.